# Landa írások
A landa írások (laṇḍā: "farok nélküli" pándzsábi nyelvű szó) megnevezés olyan bráhmi eredetű írásrendszereket jelöl, amelyeket Pandzsáb és Észak-India szomszédos részein használtak. A szindhi nyelvben "Waniko" vagy "Baniyañ" néven volt ismert. A megnevezés különbözik a lahnda nyelvváltozatoktól, amelyeket korábban nyugati pandzsábi nyelvnek neveztek.

## Leírás
A landa egy olyan írásrendszer, amely a 10. században a sárada írásból fejlődött ki. 
A landa írásokat eredetileg kereskedelmi célú gyorsírásként használták Pandzsáb régióban és Szindhben.
Széles körben használták India északi és északnyugati részén, Pandzsáb, Szindh, Kasmír, valamint Beludzsisztán és Haibar-Pahtúnhva egyes részein. A pandzsábi, hindusztáni, szindhi, szaraiki, beludzs, kasmíri, pastu és különböző pandzsábi nyelvjárások, például a pahari-pothwari leírására használták.

## Változatok
Legalább tíz olyan ősi írás létezik, amelyet a lanḍa írások közé soroltak. Ezeket gyakran használták pandzsábi régióban a kereskedelemben. Közülük 5 rendelkezik elegendő információval az Unicode támogatásához.
1. gumurkhi: a pandzsábi és néha a szindhi nyelv leírásához használják. Ez az egyetlen ma is használatos jelentősebb landa írás.[3]
2. khodzski, az isma'ili khoja közösség vallási célokra használt írásrendszere, a landa írások családjának szindhi ágához tartozik.[4]
3. khudabadi, amelyet korábban a szindhi nyelv leírására használtak, egy lanḍa alapú írás.[5]
4. mahádzsani, a korábban a pandzsábi és a mārwāṛī nyelv leírására használt írásrendszer a landa írással mutat rokonságot.[6]
5. multáni amelyet korábban a szarajki nyelv leírására használtak, lanḍa alapú írás.[7]

## Fordítás
Ez a szócikk részben vagy egészben  a   Laṇḍā scripts című angol Wikipédia-szócikk ezen változatának fordításán alapul.  Az eredeti cikk szerkesztőit annak laptörténete sorolja fel. Ez a jelzés csupán a megfogalmazás eredetét és a szerzői jogokat jelzi, nem szolgál a cikkben szereplő információk forrásmegjelöléseként.